# Гречухи (Жлобинский район)
Гречухи (бел. Грачухі) — деревня в Лукском сельсовете Жлобинского района Гомельской области Белоруссии.

## География

### Расположение
В 23 км на северо-запад от Жлобина, 9 км от железнодорожной станции Красный Берег (на линии Бобруйск — Жлобин), 116 км от Гомеля.

## Транспортная сеть
Транспортные связи по просёлочной, а затем автомобильной дороге Бобруйск — Гомель. Планировка состоит из короткой прямолинейной, меридиональной улицы, застроенной редко деревянными усадьбами.

## История
Основана в начале XX века переселенцами из соседних деревень. В 1931 году жители вступили в колхоз. Во время Великой Отечественной войны оккупанты сожгли 16 дворов и убили 4 жителей. 6 жителей погибли на фронте. Согласно переписи 1959 года в составе совхоза «Ректянский» (центр — деревня Ректа).

## Население

### Численность
- 2004 год — 5 хозяйств, 7 жителей.

### Динамика
- 1925 год — 23 двора.
- 1940 год — 98 жителей.
- 1959 год — 97 жителей (согласно переписи).
- 2004 год — 5 хозяйств, 7 жителей.

## Известные уроженцы
- П. А. Стренаков — Герой Советского Союза[1].